# مالي متشدد ومسالم
المالي المشتدد والمسالم (Monetary hawk and dove) هو مصطلح يستخدم لوصف سياسة المالية لبنك مركزي أو حهة سيادية فتكون متشددة في حال كان هدف إبقاء التضخم منخفضا هو الأولوية العليا في السياسة النقدية. هذا المصطلح يتناقض مع السياسة المسالمة، والتي تصف إبقاء البطالة منخفضة كأولوية عليا على حساب التضخم المنخفض.
ويستخدم المصطلحان عادة في الولايات المتحدة لوصف الأعضاء والمرشحين لمجلس محافظي مجلس الاحتياطي الفدرالي، الذين لديهم تأثير كبير على السياسة النقدية للولايات المتحدة على حد سواء كمحافظين الاحتياطي الفدرالي وأعضاء في لجنة السوق المفتوحة الاتحادية. ويستخدم المصطلح أيضا خارج الولايات المتحدة، في أماكن مثل المملكة المتحدة والهند. وقد يستخدم وصف مسالم لوصف الأفراد الذين يتخذون مواقف متوسطة بين التشدد والمسالم، على الرغم من أن مصطلح «وسطي» يستخدم كذلك.
وعادة ما يكون المسالمون أكثر تأييدا للسياسة النقدية التوسعية، بما في ذلك خفض أسعار الفائدة، في حين يميل المتشددون إلى تفضيل السياسة النقدية «الضيقة». على سبيل المثال، يميل المسالمون في الولايات المتحدة إلى تفضيل التسهيل الكمي، لتحفيز الاقتصاد، في حين أن المتشددين يميلون إلى معارضة التسهيل الكمي بالإضافة إلى ذلك، يميل المتشددون إلى توقع ارتفاع التضخم في المستقبل، وبالتالي رؤية المزيد من المخاطر نتيجة التضخم وزيادة الحاجة إلى سياسات نقدية ضيقة، في حين أن المسالمين يميلون إلى توقع انخفاض التضخم في المستقبل، وبالتالي رؤية المزيد من الحاجة إلى سياسات نقدية توسعية.

## وصلات خارجية
- سياسة البنك المركزي في التحليل الأساسي